# Kościół Opieki św. Józefa we Wrocławiu
Kościół Opieki św. Józefa we Wrocławiu (do 1946 – św. Urszuli i Jedenastu Tysięcy Dziewic) – klasycystyczno-neoromański kościół według projektu arch. Carla Ferdinanda Langhansa (projektanta gmachu wrocławskiej Opery, syna Carla Gottharda Langhansa, twórcy berlińskiej Bramy Brandenburskiej) zbudowany w latach 1821–1823, znajdujący się we Wrocławiu przy ul. Ołbińskiej 1 przy skrzyżowaniu z ul. Jedności Narodowej.

## Historia
Poza murami miasta, przy drodze do Trzebnicy, mieściło się tu już w 1362 leprozorium (szpital trędowatych) dla kobiet pod wezwaniem św. Hieronima z kaplicą. Podobny obiekt – dla mężczyzn – szpital św. Łazarza, znajdował się za południowo-wschodnimi murami miasta, przy drodze do Oławy, w pobliżu dzisiejszego kościoła św. Łazarza na Przedmieściu Oławskim.

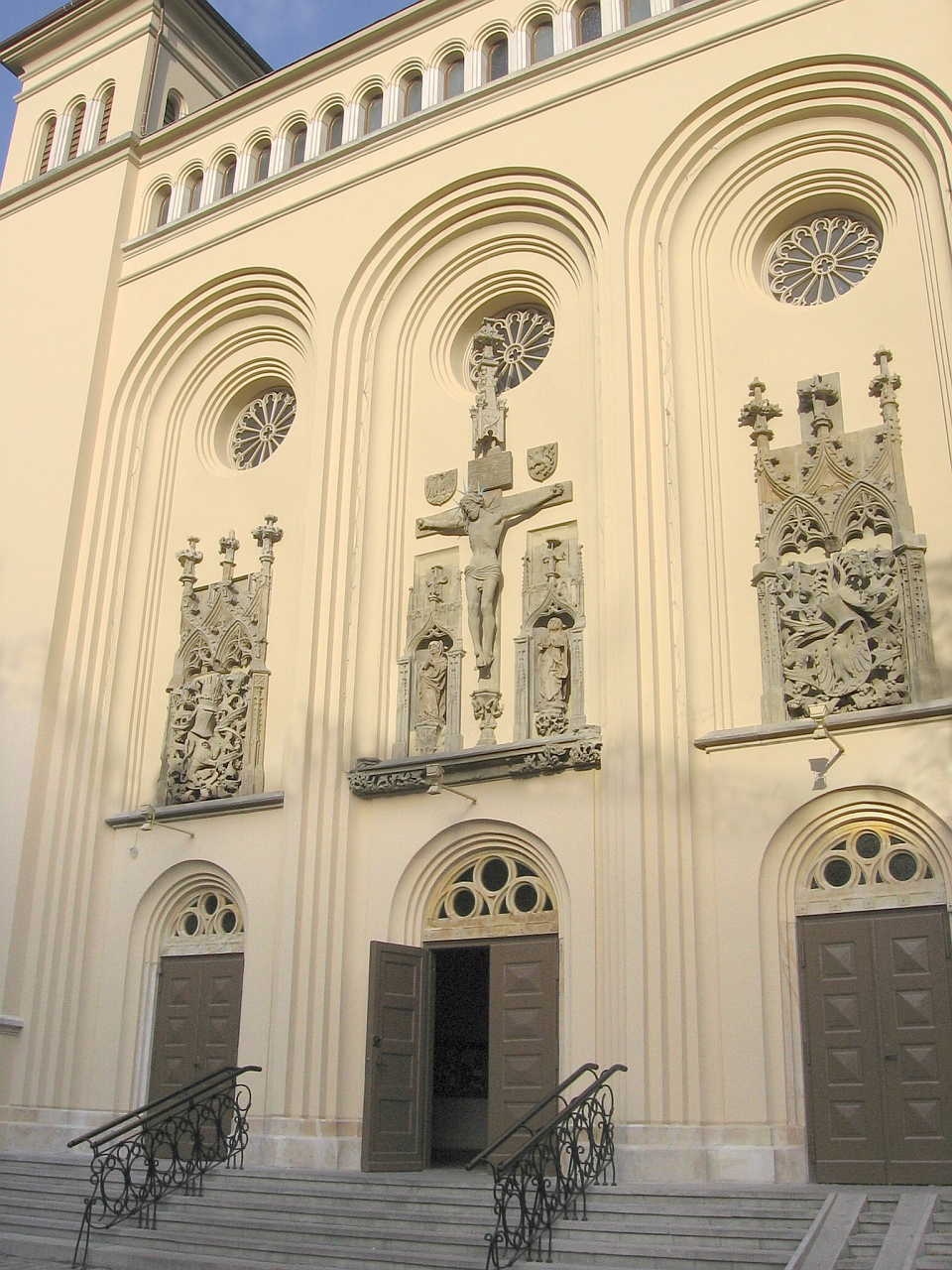
Portale wejściowe z gotyckimi płaskorzeźbami w zwieńczeniach

Przyszpitalną kaplicę ufundował na terenie własnego folwarku Paul Steube wraz z żoną Katarzyną; od razu też przewidziano miejsce dla przykościelnego cmentarza. 7 stycznia 1400 na polecenie biskupa Wacława utworzono przy szpitalu parafię św. Urszuli i Jedenastu Tysięcy Dziewic, a wrocławska Rada Miejska przejęła szpital w roku 1404. Około 1523 parafię objęli protestanci, ale już w 1529 w związku z groźbą najazdu Turków, chcąc oczyścić przedpole dla obrony miasta, rozebrano kościół razem z ołbińskim opactwem. W 1546 postawiono w tym miejscu nową świątynię, w oparciu o konstrukcję szachulcową, a w 1612–1613 dokonano dalszej rozbudowy. Po upływie stu następnych lat zaszła potrzeba całkowitej przebudowy kościoła, czego dokonano według projektu Christopha Hacknera w latach 1725–1735. Już rok po ukończeniu robót, w 1736, kościół został uszkodzony przez powódź.
Przykościelny szpital w tym czasie, wobec znacznego zmniejszenia się zagrożenia trądem w Europie, pełnił wówczas już funkcję przytułku dla kobiet. W jego miejsce zbudowano w 1746 roku nowy, a w kościele zamontowano zegar i nowy dzwon. Kolejna powódź nawiedziła kościół wraz ze szpitalem w 1751. W grudniu 1757, w czasie oblężenia Wrocławia szpital spłonął, a kościół został uszkodzony w wyniku ostrzału artyleryjskiego.

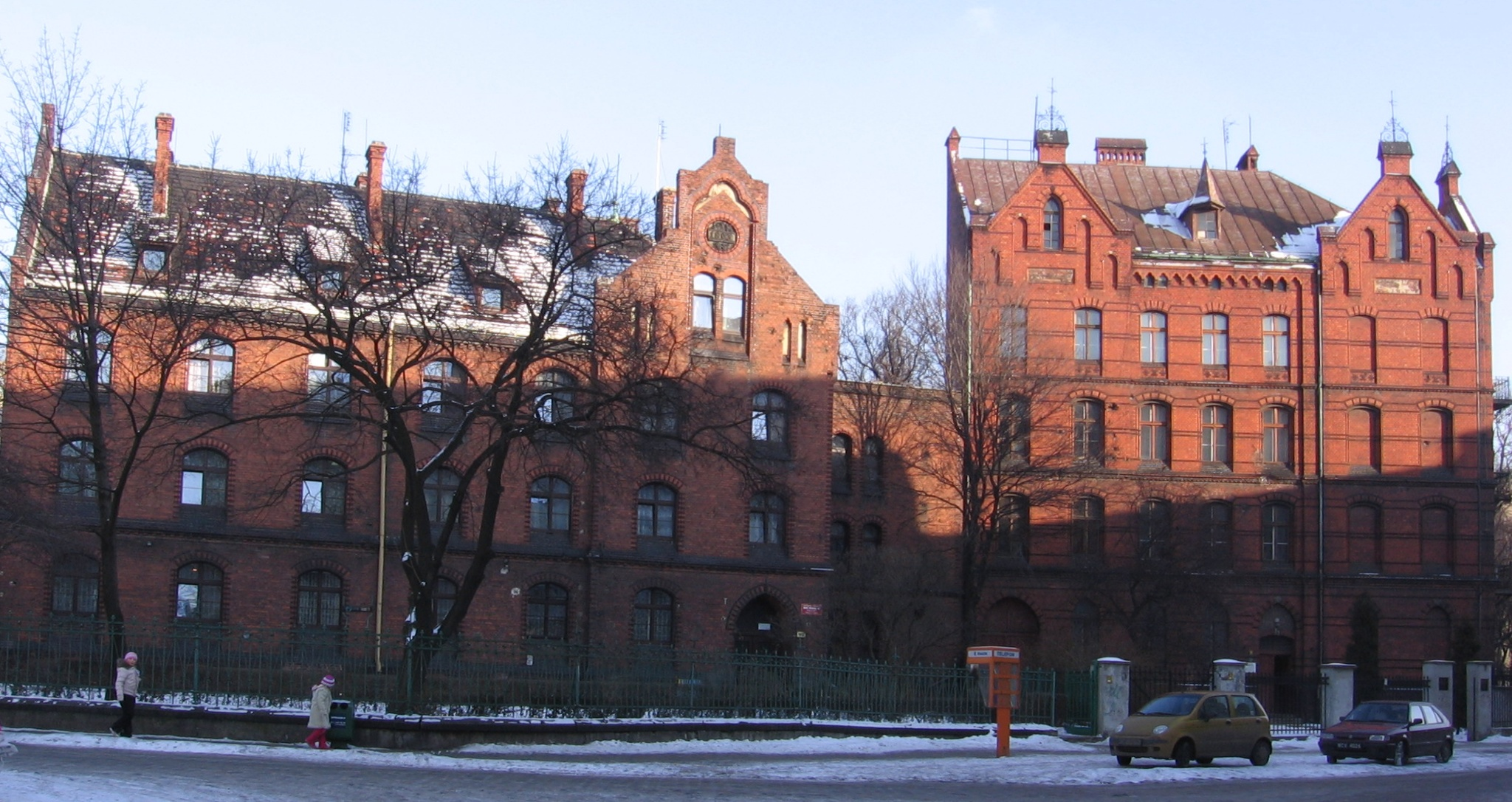
DS „Wagant” (były przykościelny szpital i przytułek), budynek z 1893 r.

W roku 1806, tak jak blisko trzysta lat wcześniej w obliczu zagrożenia tureckiego i z analogicznym uzasadnieniem władze pruskie, oczekując nadciągających wojsk napoleońskich, spalili kościół i plebanię. Ponowną odbudowę kościoła rozpoczęto już w 1807, stawiając najpierw lekką konstrukcję drewnianą, a od roku 1821 – zachowaną do dziś konstrukcję w stylu historyzmu według projektu Carla Ferdinanda Langhansa realizowanego przez mistrza murarskiego Valentina Dobe. W ciągu XIX wieku kilkakrotnie przebudowywano również obiekty przykościelnego szpitala i przytułku dla starców (według ówczesnych kryteriów oznaczało to osoby powyżej 50. roku życia); dziś mieści się tu męski akademik Uniwersytetu Wrocławskiego „Wagant”.
Z zawieruchy II wojny światowej kościół Jedenastu Tysięcy Dziewic wyszedł ze stosunkowo niewielkimi zniszczeniami (pokrycie dachowe, okna). Pierwotnie zamierzano zaadaptować ten protestancki obiekt na potrzeby katolickiego duszpasterstwa wojskowego, ale ostatecznie projekt ten upadł, a 15 kwietnia 1946 przekazano go karmelitom bosym, którzy 16 maja tegoż roku uzyskali zgodę władz kościelnych na osiedlenie się we Wrocławiu. Zmieniono przy tym wezwanie kościoła na dzisiejsze. W czerwcu 1947 wojewoda wrocławski przekazał kościół i plebanię w zarząd i użytkowanie Duszpasterstwu Wojskowemu Rzymskokatolickiemu Wojsk Bezpieczeństwa Wewnętrznego jako pomocniczy kościół garnizonowy, półtora roku później, w listopadzie 1948, doszło do umowy między Generalnym Dziekanatem Wojska Polskiego a karmelitami i kościół wraz z plebanią przeszły w użytkowanie i administrację Zakonu.
W latach 50. i 60. trwały zabiegi o utworzenie przy kościele i zakonie osobnej parafii. W rezultacie 1 stycznia 1966 r. w wyniku podziału istniejących parafii św. Krzyża, Najświętszej Marii Panny na Piasku, św. Bonifacego, św. Michała i św. Macieja utworzono w tym kościele parafię Opieki św. Józefa.
W dalszych latach kościół był kilkakrotnie odnawiany, remontowany (m.in. w 1999 usunięto ostatecznie skutki „powodzi tysiąclecia” z lipca 1997) i rozbudowywany. Ostatnim znaczniejszym nabytkiem kościoła jest nowy marmurowy ołtarz, konsekrowany przez kardynała Henryka Gulbinowicza, metropolitę wrocławskiego, 16 czerwca 2002 r.

## Architektura

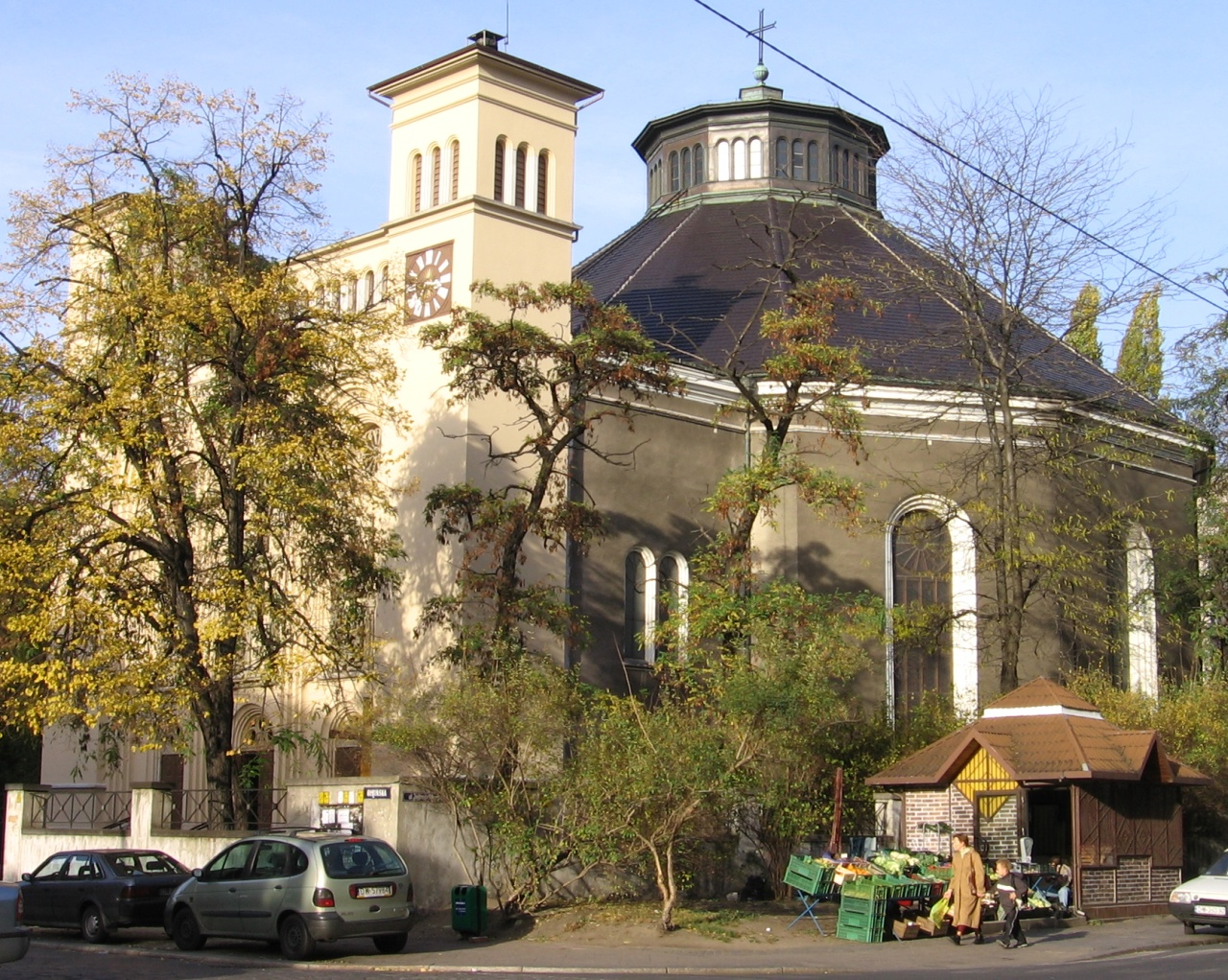
Widok na kościół z ul. Jedności Narodowej w kierunku ul. Ołbińskiej

Kościół Opieki św. Józefa zbudowany jest na planie dwunastoboku i nakryty jest dachem namiotowym, z szeroką latarnią. Ogólny układ bryły złożonej z form podstawowych i centralne rozplanowanie wnętrza nawiązuje do klasycystycznej architektury rewolucyjnej, elewacje przyjmują formy stylu arkadowego, zaś dekoracja całości zawiera swobodne nawiązania do romanizmu i gotyku. We wnętrzu, dookoła centralnej hali, znajdują się arkadowe krużganki podobne do teatralnych lóż. Układ taki dostosowany jest do potrzeb kaznodziejskiego kościoła protestanckiego (tutejsza parafia była wówczas protestancka), w którym pożądane jest umieszczenie ambony pośrodku wnętrza. Do dwunastoboku przylega prostokątny masyw kruchty. Główną fasadę flankują wysunięte do przodu wieżyczki na planie kwadratu. Między wieżyczkami znajdują się trzy półokrągło zwieńczone płytkie nisze portali. W nisze te wmurowano jako spolia gotyckie płaskorzeźby z lat 1480–1490 przedstawiające scenę Ukrzyżowania i kartusze herbowe czeskiego lwa i orła – herb Śląska, dzieło rzeźbiarza Bricciusa Gauszke, przeniesione tutaj z Bramy Mikołajskiej rozebranej w 1817. W kościele obecnie znajdują się 47-głosowe organy o trakturze elektrycznej, wyposażone w modernistyczny prospekt.
Podczas powojennej przebudowy w latach 1946-48 wskutek inicjatywy społeczności pochodzenia wileńskiego, zrzeszonej wokół świątyni karmelickiej w krużganku nad ołtarzem głównym i jego kolumnach zbudowano m.in. wierną replikę Kaplicy Ostrobramskiej wraz z obrazem w metalowej sukience. Do końca lat '80 kościół cieszył się w związku z tym szczególnym poważaniem wśród środowisk kresowych. 
Ta innowacja architektoniczna nie była w sposób istotny zmieniana podczas wszystkich późniejszych remontów.

## Sanktuarium Matki Bożej Miłosierdzia (Ostrobramskiej)
Kościół parafialny ze względu na cześć, jaką cieszy się wizerunek Matki Bożej, jest Sanktuarium Matki Bożej Miłosierdzia, ustanowionym dekretem wydanym przez ówczesnego Ordynariusza Archidiecezji Wrocławskiej J.E. Ks. Kardynała Henryka Gulbinowicza  z dnia 7 stycznia 2002 roku.